# Tundraklimat
Tundraklimat betecknar ett klimat där ingen månad har en medeltemperatur som överstiger 10 °C, men där åtminstone en månad har en medeltemperatur över 0 °C. I Köppens system räknas tundraklimatet som en typ av arktiskt klimat. Den andra typen av arktiskt klimat är istäckesklimat, där ingen månad uppvisar en medeltemperatur över 0 °C. 
Tundraklimatet medför typisk tundravegetation. Ingen skog förekommer i detta klimat. 